# Muzej Wallraf-Richartz
Wallraf-Richartz-Muzej & Fondation Corboud je jedan od tri glavna Kölnska muzeja. U muzeju se nalaze galerije s eksponatima iz Srednjeg vijeka pa sve do ranih 20.-ih prošlog stoljeća.

## Povijest
Muzej datira još od 1824. godine, kada bogata zbirka srednjovjekovnih umjetnina Franza Ferdinanda Wallrafa dolazi u posjed grada Kölna.
Prvo zgradu je donirao Johann Heinrich Richartz. Muzej seli nekoliko puta a jedna zgrada muzeja biva do kraja srušena u zračnim napadima 1943. Kolekcija se redovito povećavala kroz razne donacije, osobito zbirkom Haubrich 1946. godine, koja je sadržavala suvremena umjetnička djela. 1976. donacija gospodina i gospođe Ludwig biva razdvojena. Novi muzej Ludwig je preuzeo kolekciju radova iz 20. stoljeća. Sadašnja zgrada muzeja datira iz 2001. godine i nalazi se pokraj Kölnske općine, dizajnirane od strane Oswalda Mathiasa Ungersa i relativno blizu Kölnske katedrale.
2001. godine švicarski kolekcionar Gérarda Corboudamuzej poklanja veliku kolekciju impresionističkih i postimpresionističkih djela a muzeju se u naziv dodaje “Fondation Corboud”.

## Zbirke

### Gotička zbirka
Madona u ružinom vrtu, prikazana na slici desno, je jedna od gotičkih slika u zbirci Wallraf-Richartz muzeja. Naslikao ju je Stefan Lochner, koji je živio između 1410. i 1451. u Njemačkoj, uglavnom radeći u Kölnu. Smatra ga se kasnim gotičkim slikarom. Njegov rad uglavnom ima čiste crte, kombinirajući gotičku pažnju dugih linija s prekrasnim bojama i flamanskog realizma i pažnje prema detaljima. 
Slika se smatra karakterističnom za njegov stil. Naslikana je oko 1450. a prikazuje Djevicu i Dijete.
- Majstor svete Veronike, 
Mala Kalvarija, oko 1400.
- Stephan Lochner, 
Sudnji dan, oko 1435.
- Albrecht Dürer, 
Frulaš i bubnjar, oko 1503.
- Oberrheinisch, 
Sveti Antun mučen od demona, oko 1520

### Renesansna zbirka
Jacob van Utrecht je naslikao oltarsku sliku u crkvi Sv. Martina u Kölnu, 1515. koja je sada u posjedu muzeja. Ovaj slikar je poznat i po svom potpisu "Jacobus Traicetensis". Bio je rano renesansni flamanski slikar koji je radio u Antwerpenu i Lübecku a vjeruje se da je živio između 1479. i 1525. Neke svoje slike potpisao je sa svojim pravim prezimenom, Claez.
O životu ovog slikara se vrlo malo zna. Istraživanja o ovom važnom flamanskom umjetniku počinju tek krajem 19. stoljeća. Iako nije sigurno, pretpostavlja se da je rođen u Utrechtu i da je postao građanin Antwerpena oko 1500. godine.
Od 1519. do 1525. bio je član Leonardsbruderschaft  ("Leonardovog Bratstva"), religioznog bratstva trgovaca u Lübecku među kojima je bilo i članova Protestanske reformacije 1530.-ih. To je sve što se zna o njemu.
Između ostalih radova rane renesanse u zbirci je i slika Hieronymusa Boscha Poklonstvo Djetetu.
- Peter Paul Rubens, 
Juno i Argus, oko 1610.
- Jacob Jordaens, 
Okovani Prometej, oko 1640.
- Rembrandt, 
Autoportret, oko 1668.
- François Boucher, 
Djevojka koja se odmara, 1751.

### Impresionistička zbirka
Wallraf-Richartz zbirka sadrži i rad impresionističke slikarice Berthe Morisot, naslikane 1881. i nazvan Dijete između grmlja ruža ili "Kind zwischen Stockrosen".
Morisotine slike bivaju izložene 1864 .u vrlo cijenjenom Salonu de Paris. Sponzoriran od strane vlade i osjenjivan od strane akademika, Salon je jednom godišnje ocjenjivao izložbe novih slika i skulptura, službenu izložbu umjetnina Académie des beaux-arts u Parizu. 
Njeni radovi se i dalje biraju za izložbe u Salonu 10 godina, prije nego što 1874. godine pridružuje "odbijenim" impresionistima i pravi prvu izložbu s njima. Organizirana od strane Cézanna, Degas, Moneta, Morisot, Pissarro, Renoir i Sisley, održana je u fotografskom studiju, fotografa Nadara.
- Pierre-Auguste Renoir, 
Zaručnici, oko 1868.
- Édouard Manet, 
Struk šparoga, 1880.
- Max Liebermann, 
Bijeljenje rublja, 1882.
- Vincent van Gogh, 
Most pokraj Arlesa, 1888.

### Zbirka grafike
Zbirka grafike sadrži oko 75 000 umjetničkih djela na papiru, minijatura na pergamentu, skica, kao i tiskarske grafike u različitim tehnikama. Ova djela su nastala u periodu između srednjeg vijeka pa sve do 20. stoljeća. Ovdje se mogu naći umjetnici: Leonardo da Vinci, Raffael, Albrecht Dürer, Luca Cambiaso, Hendrick Goltzius, Rembrandt van Rijn, Caspar David Friedrich, Philipp Otto Runge, Karl Friedrich Schinkel, Carl Spitzweg, Anselm Feuerbach, Edvard Munch, Max Liebermann, Lovis Corinth i Auguste Rodin, samo neke za spomenuti.
Posebnan pozor treba obratiti na ostavštinu arhitekta Jakoba Ignaza Hittorffa koja sadrži oko 7500 djela koja između ostalog prikazuju arhitekturu i urbani dizajn 19. stoljeća.
- England, um 1100, 
Rasprava Anselma Canterburškog , oko 1100.
- Rembrandt, 
Tri križa, 1653.
- Philipp Otto Runge, 
Geniji na svjetlu ljiljana, 1809.

## Otkriće krivotvorenog Moneta
14. veljače 2008. Wallraf-Richartz Muzej izdaje obavijest da Monetova slika Seine kod Porta Villeza je u biti krivotvorina. Otkriće je napravljeno kad je slika ispitana od strane restauratora pred impresionističku izložbu.
Rendgenske i infracrvene zrake pokazale su da je "bezbojna supstanca" nanešena na platno da bi djelovalo starije. Slika je bila u posjedu muzeja od 1954. godine. Muzej, koji će zadržati krivotvorinu, posjeduje još pet originalnih Monetovih slika u svojoj kolekciji.

## Galerije
- Gerard van Honthorst, Poklonstvo pastira, 1622.
- Rubens, Sveta obitelj, 1634.
- Marianne Stokes, Melisande, 1895.-1898.

## Vanjske poveznice
- Službene stranice Wallraf-Richartz-Muzeja